# Spytihněv al II-lea al Boemiei
Spytihněv al II-lea (sau Spitignew, Spitihnew sau Spytihnev; în latină Spitigneus; n. 1031, Olomouc, Cehia – d. 28 ianuarie 1061, Hradec nad Moravicí⁠(d), Moravia-Silezia, Cehia), aparținând dinastiei Přemyslid, a fost duce al Boemiei din 1055 până la sfârșitul vieții. 

## Biografie
Spytihněv a fost fiul cel mare al ducelui Boemiei, Břetislav I și al soției sale, Iudita, fiica lui Henric de Schweinfurt. În copilărie a petrecut o perioadă de timp ca ostatic la curtea împăratului Henric al III-lea, între 1039 și 1040, apoi începând din 1041 până la o dată necunoscută. După ce s-a întors în Boemia, Spytihněv a primit cârmuirea unui teritoriu al Moraviei, în jurul orașului Olomouc și apoi a unui teritoriu care aparținea cetății Žatec.
Există câteva informații contradictorii legate de scurta sa domnie, despre relația sa cu populația germană din Boemia și despre intervențiile sale în guvernarea Moraviei.

În 1055 Spytihněv a devenit duce al Boemiei ca succesor al tatălui său. Nu se știe dacă o afirmație făcută de Cosma din Praga în Chronica Boemorum corespunde realității și anume că Spytihněv a expulzat toți germanii din Boemia în ziua în care a devenit duce. Sigur este că mama sa, de origine germană, a părăsit țara. Pe de altă parte, mai târziu Spytihněv i-a alungat pe călugării slavi din Mănăstirea Sázava și a instalat acolo un stareț german, predicile fiind ținute în limba latină. Deși existența xenofobiei nu poate fi exclusă la acea vreme, această atitudine antigermană a ducelui poate fi o interpretare ulterioră a cronicarului, iar acțiunile de expulzare să fi fost motivate de interese personale sau politice.

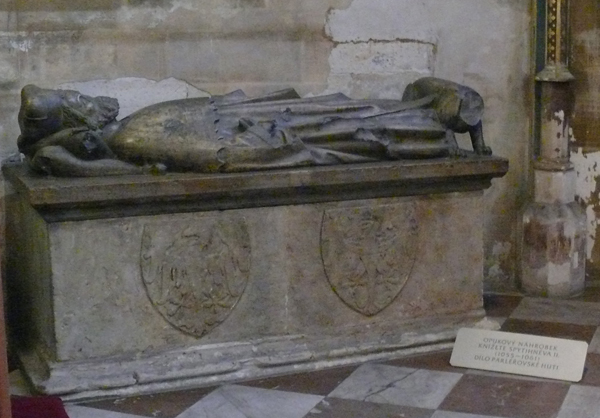
Mormântul lui Spytihněv (Catedrala „Sf. Vitus” din Praga)

La începutul cârmuirii sale se pare că au existat dispute provocate de aplicarea normei agnatice în Boemia. Spytihněv l-a expulzat pe fratele său, Vratislav, în Ungaria și i-a adus pe cei doi frați mai mici, Conrad și Otto, la curtea din Praga unde le-a dat funcții nesemnificative fiind astfel eliminați de la guvernarea Moraviei unde fuseseră numiți de tatăl lor, Břetislav I. Pentru a-și asigura puterea în partea de est a țării, Spytihněv a chemat 300 de nobili moravi la cetatea Chrudim. Deoarece aceștia nu s-au supus poruncii sale, Spytihněv i-a arestat și întemnițat în cetăți din Boemia. În 1058, la insistențele regelui Andrei I al Ungariei, Spytihněv a permis întoarcerea fratelui său, Vratislav, în Moravia.
În jurul anului 1060 Spytihněv a cerut papei Nicolae al II-lea să-i acorde demnitatea regală. Acesta însă i-a acordat doar dreptul de a purta mitra episcopală în schimbul unei plăți anuale de 100 de lire de argint. Deși statutul ducelui boem se îmbunătățise astfel, abia fratele său, Vratislav al II-lea, și succesorul acestuia au reușit să obțină transformarea Ducatului de Boemia în regat. Spytihněv a murit la vârsta de treizeci de ani.

## Căsătorie și descendenți
În jurul anului 1054 Spytihněv s-a căsătorit cu Hidda, fiica margrafului Dietrich I al Luzaciei. Din această căsătorie a rezultat un fiu:
- Svatobor Frederic, patriarh al Aquileiei (august 1084 – februarie 1085).